# Jhon Freddy García Feria
Jhon Freddy García Feria (Buga, Valle del Cauca, 25 de maig de 1974) va ser un ciclista colombià, que va combinar anys de professional amb altres com amateur. Del seu palmarès destaca el Campionat nacional en ruta de 2002. Va combinar la carretera amb la pista. Va participar en dues edicions dels Jocs Olímpics.

## Palmarès en pista
- 1998
  - Medalla d'or als Jocs Centreamericans i del Carib en velocitat per equips
  - Medalla d'or als Jocs Centreamericans i del Carib en madison

## Palmarès en ruta
- 2000
  - Vencedor d'una etapa a la Volta a Colòmbia
  - Vencedor de 2 etapes al Clásico RCN
- 2001
  - Vencedor d'una etapa a la Volta al Marroc
- 2002
  -  Campió de Colòmbia en ruta
  - Vencedor d'una etapa a la Volta a Colòmbia
- 2004
  - Vencedor de 2 etapes a la Volta a Colòmbia
- 2006
  - Vencedor d'una etapa a la Volta a Colòmbia
  - Vencedor d'una etapa al Clásico RCN

### Resultats al Giro d'Itàlia
- 2001. Abandona (8a etapa)
- 2002. Abandona (15a etapa)
- 2003. Fora de control (18a etapa)